# Wojna chorwacko-bośniacka
Wojna chorwacko-bośniacka – konflikt zbrojny pomiędzy Republiką Bośni i Hercegowiny a samozwańczą Chorwacką Republiką Herceg-Bośni, wspieraną przez Chorwację, który trwał od 18 października 1992 r. do 23 lutego 1994 r. Często określa się go mianem „wojny w wojnie”, ponieważ był częścią większej wojny w Bośni. Na początku Bośniacy i Chorwaci walczyli w sojuszu przeciwko Jugosłowiańskiej Armii Ludowej (JNA) i Armii Republiki Serbskiej (VRS). Jednak pod koniec 1992 r. wzrosły napięcia na linii bośniacko-chorwackiej. Pierwsze incydenty zbrojne pomiędzy nimi miały miejsce w październiku 1992 r. w środkowej Bośni. Ich sojusz wojskowy trwał do początku 1993 r., kiedy współpraca całkowicie rozpadła się, a dwóch byłych sojuszników zaangażowało się pomiędzy sobą w otwarty konflikt zbrojny.
Wojna chorwacko-bośniacka nasiliła się w środkowej Bośni i wkrótce rozszerzyła się także na Hercegowinę, a większość walk odbyła się w tych dwóch regionach. Bośniacy byli skupieni wokół Armii Republiki Bośni i Hercegowiny (ARBiH), a Chorwaci w Chorwackiej Radzie Obrony (HVO). Konflikt był zasadniczo serią chaotycznych starć przerywanych licznymi okresami zawieszenia broni w trakcie jego trwania. Nie była to wojna totalna pomiędzy Bośniakami i Chorwatami, którzy pozostali sojusznikami w innych regionach. Społeczność międzynarodowa zaproponowała kilka planów pokojowych, ale każdy z nich zawiódł. W dniu 23 lutego 1994 r. osiągnięto ostateczne zawieszenie broni, a porozumienie kończące działania wojenne podpisano w Waszyngtonie w dniu 18 marca 1994 r., w wyniku którego HVO odnotowało znaczne straty terytorialne. Porozumienie doprowadziło do ustanowienia Federacji Bośni i Hercegowiny oraz wspólnych operacji przeciwko Serbom, co umożliwiło zmianą równowagi militarnej i zakończenie wojny w Bośni.
Międzynarodowy Trybunał Karny dla byłej Jugosławii w Hadze (MTKJ) skazał 17 polityczno-wojskowych przywódców HVO i Herceg-Bośni, z których sześciu zostało skazanych za udział w zorganizowanej grupie przestępczej, która dążyła do aneksji lub uzyskania kontroli nad większością powierzchni Bośni i Hercegowiny przez Chorwację, a także dwóch przywódców bośniackich za zbrodnie wojenne popełnione podczas trwania konfliktu. MTKJ orzekł, że Chorwacja miała całkowitą kontrolę nad HVO i że konflikt ten miał charakter międzypaństwowy.